# Impakt astronomického tělesa

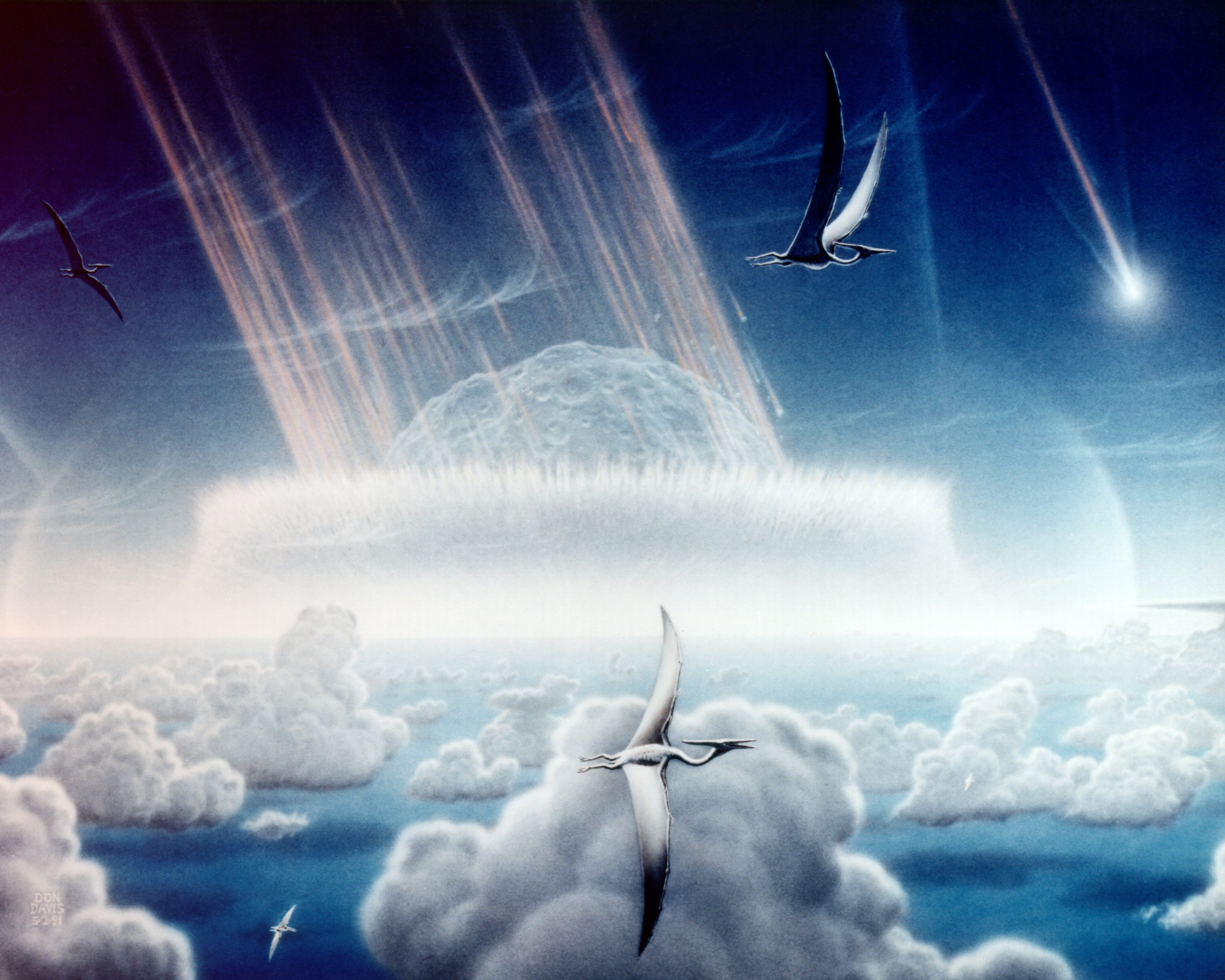
Umělecká představa vzniku kráteru Chicxulub

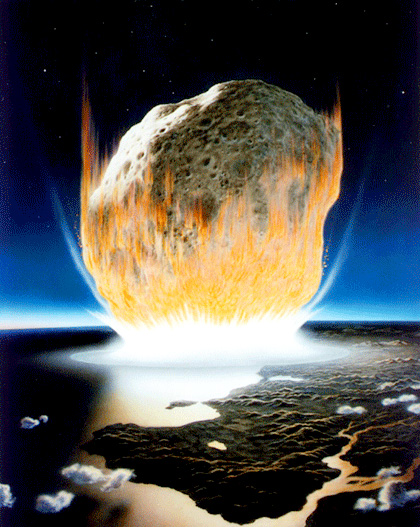
Umělecká představa vzniku kráteru Chicxulub

Impakt astronomického tělesa je událost, kdy dojde k dopadu astronomického tělesa na povrch jiného, většího tělesa, jako je planeta nebo měsíc. Během dopadu tělesa (meteoroidu, planetky, komety) se uvolňuje energie a zpravidla dochází i ke vzniku impaktního kráteru.
Jedná se o přírodní procesy, které měly významnou roli ve vývoji sluneční soustavy již od jejího vzniku. Velké dopady značně ovlivnily historii Země, podílely se na jejím formování či vzniku Měsíce. Některá velká vymírání byla způsobena právě impaktem cizího tělesa. Nejznámějším je vymírání na konci křídy před 66 miliony let, kdy takzvaný asteroid Chicxulub o průměru 10 km dopadl do vod tehdejšího Mexického zálivu a ukončil éru dinosaurů. Kvůli důkazům těchto globálních událostí jsou vesmírná tělesa jednou z největších hrozeb pro lidstvo a život na Zemi. Impakt se může vyznačovat i druhotnými efekty, například může zvýšit sopečnou aktivitu. Enormně velké impakty mohou nastartovat deskovou tektoniku. Zemi blízké objekty (anglicky NEO), které by způsobily větší impakt, mohou být desetkrát méně časté, než se dříve předpokládalo.

## Dopady na Zemi
Impakty stojí za vznikem naší planety a významně ovlivnily její historii. Mezi ně patří pozdní velké bombardování, kdy před 4,1 a 3,8 miliardami let byla Země spolu s vnitřními planetami sluneční soustavy „bombardována“ velkými asteroidy, příp. dopad Chicxulubského asteroidu, jenž před 66 miliony let způsobil vymírání na konci křídy. Nejmladší velký kráter na Zemi je pravděpodobně grónský objekt Hiawatha, kráter o průměru 31 kilometrů, který vznikl v období pleistocénu (před stovkami tisíc let).

### Účinky dopadu
V případě dopadu nebo exploze v atmosféře u velkých mimozemských těles hrozí značné následky. Například dopad planetky na konci křídy, který vytvořil Chicxulubský kráter, nacházející se dnes na území Mexika, vedl k dramatickým následkům. Planetka o průměru asi 10 až 15 km dopadla rychlostí kolem 20 km/s, tj. 72 000 km/h a devastovala území až do vzdálenosti 900 až 1800 kilometrů od epicentra. Další následky v podobě dlouhodobé impaktní zimy a zakrytí oblohy vyvrženým materiálem následovaly po další měsíce až desetiletí. Výsledkem bylo poslední velké hromadné vymírání druhů v dějinách života na Zemi.

### Frekvence a riziko
Země průměrně zachytí každý den zhruba 100 tun mikrometeoroidů a meteoroidů, které neškodně shoří v atmosféře. Meteoroidy (velikost do 1 metru) může pozorovatel zahlédnout jako „padající hvězdy“ či jako bolidy. Asteroidy o průměru 4 metry vstupují do zemské atmosféry přibližně jednou za 1,5 roku. Tělesa o velikosti 7 metrů asi každých 5,5 let a jejich kinetická energie je srovnatelná s jadernou bombou svrženou na Hirošimu (16 000 tun TNT). Ačkoliv záleží na hustotě, objekty větší než 100 až 200 metrů obvykle vydrží průlet atmosférou a dopadnou na Zemi. Pro rozměr 1 km každých ~520 000 let, pro 5 km ~22 milionů let a pro 10 km ~110 milionů let.
Ačkoliv není dosud oficiálně potvrzeno, že by byl některý člověk přímo zabit dopadajícím meteoritem, zmíněná událost v Čeljabinsku v roce 2013 zranila více než 1000 lidí. Dodnes byly před dopadem detekovány pouze dva malé asteroidy, u nichž vědci předem zjistili i přibližné místo dopadu. Těleso 2008 TC3 o průměru 4,1 metrů bylo objeveno 19 hodin před nárazem, následně se vypočítala dráha a určilo se, že místo dopadu bude v Súdánu. Kromě menších odchylek došlo k jevu přímo nad Súdánem a později se našly i úlomky mateřského tělesa. Druhým objektem byl 2014 AA o průměru tři metry, který vstoupil do zemské atmosféry zhruba 21 hodin po svém objevení.

#### Údaje pro různě velká tělesa
| Velikost | Kinetická energie | Energie výbuchu při rozpadu | Výška výbuchu | Frekvence dopadů |
| --- | ----------------- | --------------------------- | ------------- | ---------------- |
| 4 m | 3,8 kt            | 1,1 kt                      | 38,3 km       | 1,5 let          |
| 7 m | 20 kt             | 7,6 kt                      | 32,8 km       | 5,5 let          |
| 10 m | 60 kt             | 26 kt                       | 28,8 km       | 12,5 let         |
| 15 m | 201 kt            | 110 kt                      | 23,7 km       | 33,6 let         |
| 20 m | 477 kt            | 300 kt                      | 19,8 km       | 74,7 let         |
| 30 m | 1 610 kt          | 1 200 kt                    | 14,1 km       | 230,3 let        |
| 50 m | 7 460 kt          | 6 600 kt                    | 6,6 km        | 952 let          |
| 70 m | 20 500 kt         | 19 940 kt                   | 1,5 km        | 2 400 let        |
| 85 m | 36 600 kt         | 3 190 kt                    | 0 km          | 4 200 let        |
| Výpočty pro těleso: ρ = 3300 kg/m3; v = 17 km/s (61 200 km/h); a úhel dopadu 45°. Poznámka: energie hirošimské atomové bomby – 16 kt; energie nejsilnější termonukleární bomby (Car-bomba) – 50 000 kt. |                   |                             |               |                  |

| Velikost | Kinetická Energie | Průměr kráteru | Frekvence dopadů |
| --- | ----------------- | -------------- | ---------------- |
| 0,25 km | 932 Mt            | 4 km           | 65 000 let       |
| 0,5 km | 7 460 Mt          | 8 km           | 140 000 let      |
| 1 km | 59 600 Mt         | 15 km          | 520 000 let      |
| 2 km | 477 300 Mt        | 28 km          | 2,6 mil. let     |
| 3 km | 1,61 mil. Mt      | 40 km          | 6,6 mil. let     |
| 5 km | 7,46 mil. Mt      | 62 km          | 22 mil. let      |
| 7,5 km | 25,2 mil. Mt      | 88 km          | 55 mil. let      |
| 10 km | 59,6 mil. Mt      | 114 km         | 110 mil. let     |
| 15 km | 201 mil. Mt       | 163 km         | 270 mil. let     |
| 20 km | 477 mil. Mt       | 210 km         | 530 mil. let     |

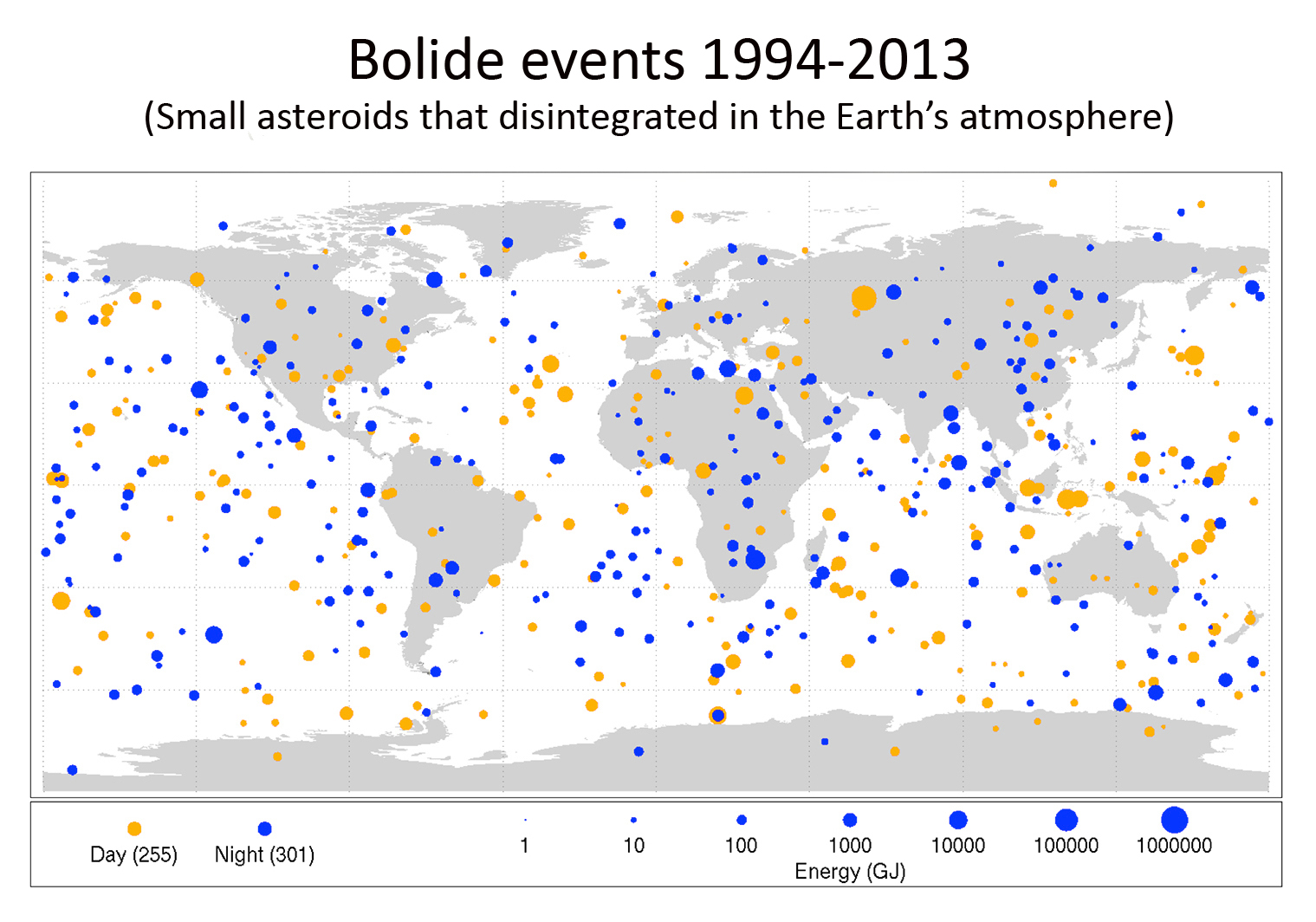

| Výpočty pro těleso: ρ = 3300 kg/m3; v = 17 km/s (61 200 km/h); úhel dopadu 45°. Energie hirošimské atomové bomby – 0,016 Mt; energie nejsilnější termonukleární bomby (Car-bomba) – 50 Mt. |                   |                |                  |

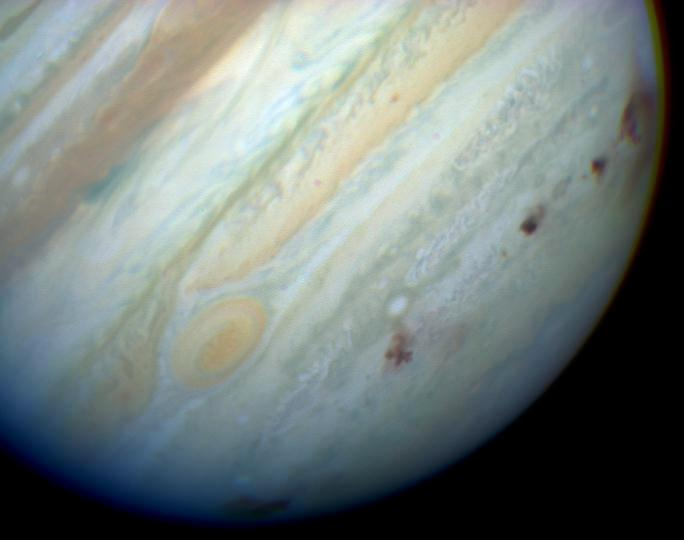
Skvrny o velikosti Země jako místa dopadu úlomků komety Shoemaker-Levy 9

### Geologický význam

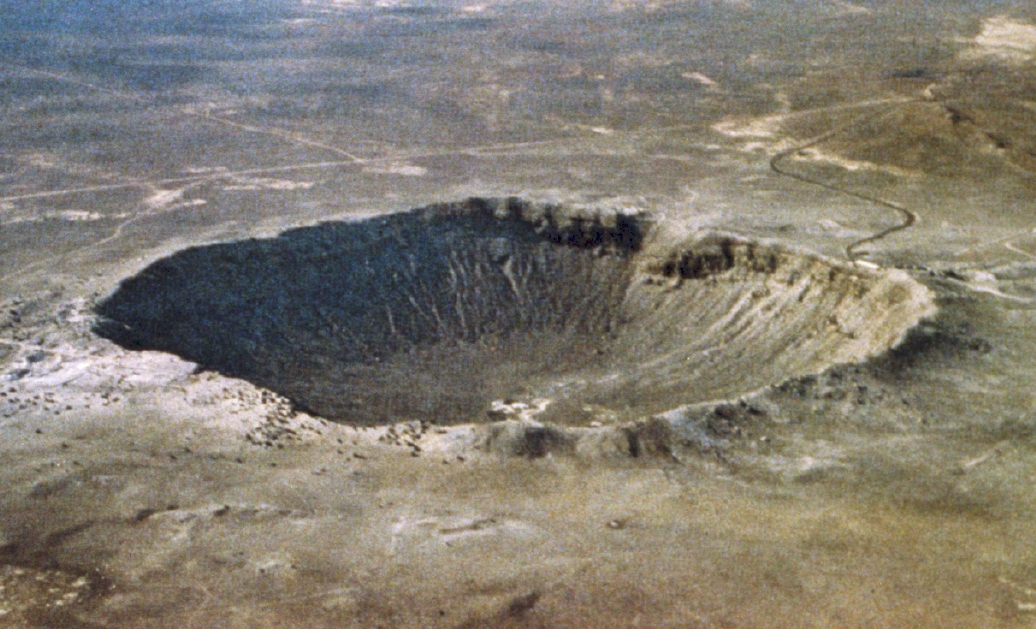
Meteor Crater v Arizoně

Impakty těles měly značný vliv na klima a geologické poměry Země. S dopady těles se na Zemi dostala i voda. Původně se odborníci domnívali, že původcem byly komety, ovšem nové poznatky spíše ukazují na asteroidy. Někteří[kdo?] dokonce navrhují, že objekty sem mohly dokonce dopravit stavební kameny a organické chemikálie, ne-li život samotný (teorie panspermie).
Tyto pohledy na nejstarší historii Země se až do nedávné doby neobjevily. Především v důsledku nedostatečných znalostí v oblasti vědy, téměř nulových přímých pozorování impaktů a obtížím rozpoznat silně erodované dopadové krátery. Dobře rozpoznatelné krátery jako Barringerův v Arizoně jsou velice vzácné. Místo toho se mělo za to, že tyto útvary jsou následkem sopečné činnosti. Této chybné teorie neunikl ani kráter v Arizoně, neboť relativně blízko leží vulkanické pohoří San Francisco Peaks. Stejnou teorií se vysvětlovaly i krátery na Měsíci.
Teprve v letech 1903–1905 se začalo uvažovat, že původ Meteor Crater je spíše impaktní, což přesvědčivě dokázal až v roce 1963 americký astronom Eugene Merle Shoemaker. Další poznatky z konce 20. století usvědčily dopady těles jako nejrozšířenější geologické procesy ovlivňující celou naši sluneční soustavu. Každé zkoumané nebeské těleso vykazovalo známky těchto srážek a nebyl důvod věřit, že jim Země unikla. V roce 1994 se lidstvo stalo svědkem impaktu, kdy se kometa Shoemaker-Levy 9 srazila s Jupiterem.
Dlouhou dobu se nepředpokládalo, že by dopad mimozemského tělesa mohl vést ke katastrofám typu hromadného vymírání druhů. První podobné úvahy se objevily v 50. letech 20. století, tehdy však pro ně neexistovaly žádné důkazy. Průlomem v tomto směru byla zejména tzv. Alvarezova impaktní teorie, pojmenovaná po fyzikovi Luisi W. Alvarezovi, který ji spolu se synem Walterem (geologem) a dalšími dvěma kolegy z Berkeley publikoval v roce 1980. Zvýšené množství kovového prvku iridia v hraniční jílové vrstvě na přelomu křídy a paleogénu přivedlo Alvareze k přesvědčení, že před 66 miliony let se s naší planetou muselo střetnout kosmické těleso (planetka nebo kometární jádro) o průměru kolem 10 kilometrů. Dnes předpokládáme, že se jednalo o planetku z kategorie uhlíkatých chondritů o průměru asi 10 až 15 km, která dopadla do oblasti současného Mexického zálivu a vytvořila asi 200 km široký kráter Chicxulub.
Astrogeologové podle rozsahu kráterů na Měsíci odhadují, že za posledních 600 milionů let musela být Země zasažena minimálně 60× objekty s průměrem více než pět kilometrů. Nutno podotknout, že i ta nejmenší tělesa z nich byla schopna vytvořit kráter s průměrem 100 kilometrů. Dosud z těchto srážek byly objeveny pouze tři: největší kráter Chicxulub (spojovaný s vyhynutím dinosaurů a dalších organismů na konci křídy před 66 miliony let), Popigai a Manicouagan a všechny jsou spojovány s masovými vymíráními. Navíc korelace mezi kosmickými impakty a geologickou aktivitou naznačuje, že spouštěcím mechanismem silných erupcí mohly být velké impakty.
Kromě přímého vlivu na region, klima či život organismů dokázaly nedávné[kdy?] studie[kdo?] i vliv impaktů na jádro Země, zodpovědné za udržování magnetického pole.
Ačkoliv se potvrdily dopadové krátery na pevninách či v mělkých mořích, nepotvrdil se dosud žádný na dně hlubokých oceánů. Existovala myšlenka, že tělesa explodují, aniž by dosáhla mořského dna. Nedostatek takových kráterů však pro lidstvo ještě neznamená nulovou hrozbu. Přestože masivní objem vody nepatrně zmírní energii nárazu, tak jako tak dojde ke vzniku megatsunami, jež v závislosti na velikosti, rychlosti a místu dopadu tělesa může dosahovat výšky od několika metrů po několik kilometrů. To může cestovat na obrovské vzdálenosti, aniž by se výrazněji oslabilo.

### Vliv na biosféru
Vliv impaktů na biosféru byl[kdy?] předmětem vědeckých debat. Tehdy[kdy?] vyšlo několik teorií o vymírání způsobeném právě touto katastrofou. Obecně bylo přijímáno pět masových vymírání, odehrávajících se v posledních 500 milionech let. Největší, permské vymírání před 250 miliony, které tvoří rozhraní mezi permem a triasem, zahubilo 90 % veškerých forem života. Dodnes se nezjistilo, co přesně vymírání způsobilo. Pokud nepočítáme vymírání na konci křídy, o zbylých třech hromadných vymíráních víme ještě méně.
V roce 1980 fyzik Luis Alvarez, jeho syn, geolog Walter Alvarez a jaderní chemici Frank Asaro s Helen V. Michael objevili neobvykle vysoké koncentrace iridia ve specifické vrstvě skalních vrstev v zemské kůře. Iridium je prvek, který je na Zemi vzácný, ovšem hojný na asteroidech. Podle údajů vrstvy tým později odhadl rozměry takového tělesa mezi 10 a 14 kilometry. Iridiová vrstva byla nalezena po celém světě na sto různých místech. Rovněž byl objeven na 30 místech šokový křemen, vznikající po srážkách nebo explozí jaderných zbraní. Nad vrstvou se kromě toho zjistila vysoká koncentrace popela a sazí.
Teorii impaktu silně podporují izotopy chromu nalezené ve vrstvě a současně i vylučují dosavadní teorii, že vyhubení dinosaurů způsobila intenzivní sopečná činnost. Vlastnosti izotopů odpovídají izotopům v meteoritech z uhlíkatého chondritu. Ovšem tím se nevyvrací, že původ objeveného chromu je kometární, jelikož i ty se skládají z podobného materiálu.
Nepřesvědčivějším důkazem nové teorie byl až objev kráteru na mexickém poloostrově Yucatán. Ten objevili Tony Camargo a Glen Pentfield, zatímco jako geofyzikové pracovali pro ropnou společnost PEMEX. To, co považovali za kruhový útvar, se nakonec ukázalo jako 180 km široký kráter. Nález přesvědčil většinu vědců, že vymírání na konci křídy skutečně způsobil náraz asteroidu, nikoli zvýšený vulkanismus, jak se do té doby myslelo.
Paleontologové David M. Raup a Jack Sepkoski přišli v roce 1983 s teorií, že za pravidelně se opakující vymírání s periodou kolem 26 milionů let může neznámá hvězda, která obíhá kolem našeho Slunce a v těchto obdobích vždy gravitačně způsobí přísun asteroidů a komet, které se pak se Zemí mohou srazit. Dosud však žádná takto blízká hvězda nebyla nalezena a dnes se od konceptu upouští.
Podle odborné studie z roku 2004 nastalo v prvních několika hodinách po dopadu k hromadnému úhynu všech nechráněných suchozemských živočichů, kteří se nemohli schovat pod zem nebo do vody. Důvodem bylo globální tepelné infračervené záření, vytvářené zahřátím vyvržených částeček z místa dopadu (impaktních sférulí), jež se v ohromných počtech vracely po balistické křivce do nižších vrstev atmosféry. Teplota při povrchu se pak mohla na dobu desítek minut až několika hodin zvýšit asi na 100 až 260 °C, mohlo se tedy jednat o nejvýznamnější faktor pro hromadné vymírání na konci křídy před 66 miliony let.

### Sociální efekt
Srážky planetky se Zemí je vnímáno jako hrozba, schopná zničení lidské civilizace. V roce 2000 zveřejnil časopis Discover Magazine seznam dvaceti možných scénářů, z nichž uvedl impakt vesmírného tělesa jako nejpravděpodobnější. Průzkum z roku 2010 ukázal, že 31 % Američanů věří, že k této události dojde do roku 2050.

### Dopady na Zemi
V rané historii byly dopady těles na zemský povrch mnohem běžnější než dnes, neboť sluneční soustava obsahovala mnohem více těles.
Například Měsíc je výsledkem jedné gigantické srážky, kdy se naše planeta, během svého raného formování, srazila s menší planetou Theiou a vyvrženiny se poté na oběžné dráze shlukly a daly vzniknout Měsíci.

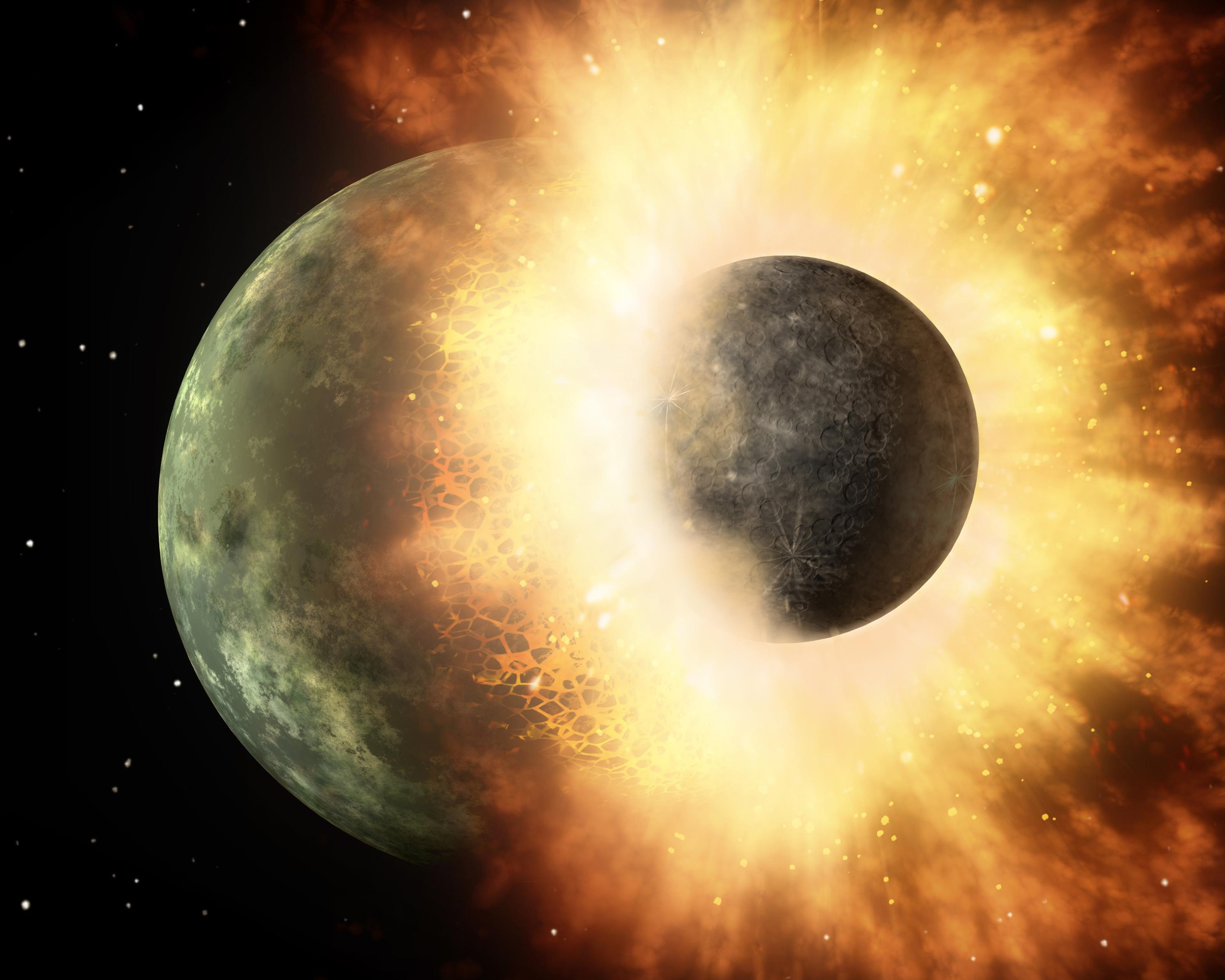
Po srážce Země s planetou Theiu vznikl Měsíc

V dubnu 2014 vědci odhalili v Jižní Americe důkazy obřího dopadu, které se odehrál zhruba před 3,26 miliardami let. Ačkoliv kráter samotný nalezen nebyl, odhadují se rozměry tělesa na 37–58 kilometrů.
Dále se počítá[kdo?] s dvěma obřími objekty, které společně před 360–300 miliony vytvořily na jihu Austrálie 400kilometrovou zónu dopadu, což by ji řadilo mezi největší dosud objevené. Třetí možný impakt, též objevený v roce 2015, našli odborníci[kdo?] v severovýchodním australském vnitrozemí, způsobený 10kilometrovým tělesem před 300 miliony let. Dosud se ovšem neprokázal a budou potřeba další studie.
K dopadu došlo také přibližně 650 000 let po vytvoření kráteru Chicxulub. Místo dopadu se nachází na území současné Ukrajiny a 24 km široký kráter dostal jméno Boltyš.

### Pleistocén
803 000 let staré nástroje z tektitů byly nalezeny u hominidů rodu Homo erectus v Asii, přestože se stále neobjevil kráter původního tělesa.
Známý případ dopadu v daném období je téměř dvoukilometrové jezero Lonar v Indii, jež vzniklo před 570 000 lety.

### Holocén
V současné geologické epoše se prokázalo několik dopadů. Jeden z nich vytvořil v Argentině krátery Rio Cuarto, což se stalo před 10 000 lety, tedy na počátku Holocénu.
K Argentině se ještě vztahují objevené meteority Campo del Cielo. Ty se datují do doby před 4000 až 5000 lety. Poprvé byly popsány roku 1576. V roce 2015 zatkla policie čtyři údajné pašeráky, snažící se ukrást více než tunu těchto meteoritů.
Krátery Henbury v Austrálii a Kaali v Estonsku jsou staré 5000 a 2700 let. Mladší kráter se nachází v Kanadě: stáří kráteru Whitecourt, objeveného roku 2007 se odhaduje na 1080–1130 let. Má v průměru 36 metrů, hloubku 9 metrů a fragmenty železa se našly rozptýleny v přilehlém okolí.
Čínské záznamy vypovídají, že v prefektuře Čching-jang zemřelo přibližně 10 000 obyvatel kvůli „krupobití padajících kamenů“.[kdy?] Astronomové mají podezření na pád většího meteoritu.

### Dopady ve 20. století

Vyvrácený les v Tungusce

Jedna z nejznámějších událostí tohoto druhu je bezpochyby Tunguská událost, ke které došlo na Sibiři v Rusku 30. června 1908. Ve výšce 5–10 kilometrů nad povrchem Země explodovala kometa či asteroid s průměrem 40 až 190 metrů. Síla výbuchu se rovnala 10–25 megatun TNT (~1500× víc než bomba svržená na Hirošimu) a tlaková vlna přelámala 80 milionů stromů na ploše 2150 km² (čtyřnásobná rozloha Prahy).
Přímé zranění osoby však nastalo až 30. listopadu 1954 v Alabamě. Chondrit o hmotnosti čtyř kilogramů prorazil střechu domu a zranil jeho obyvatelku.
Meteorit Příbram byl první meteorit na světě, který byl nalezen[kdy?] na základě snímků zaznamenávajících jeho dráhu v atmosféře. Byl zachycen na fotografiích bolidových kamer v Astronomickém ústavu v Ondřejově. Hlavní zásluhu na vývoji těchto kamer a výpočtu dráhy bolidu má Zdeněk Ceplecha. Objev úlomků výrazně posílil prestiž českého výzkumu meteorů ve světě a stal se impulzem k dalšímu rozvoji meteorické astronomie v Československu a později v České republice. Šlo o první případ na světě, kdy se podařilo z meteorických snímků vypočítat dráhu meteoru v atmosféře. Podařilo se také poprvé na světě prokázat původ meteoritu v hlavním pásu planetek. V roce 1967 byl Zdeněk Ceplecha zvolen předsedou komise pro meteory Mezinárodní astronomické unie. V meteorické astronomii je česká věda na špičce světového výzkumu.

### Dopady 21. století
Dne 7. června 2006 byl v severním Norsku pozorován jasný bolid. První svědci přisuzovali ohnivé kouli ekvivalent výbuchu hirošimské bomby (15 kilotun TNT). Pozdější vědecké analýzy spočítaly sílu exploze na pouhých 100-500 tun TNT.

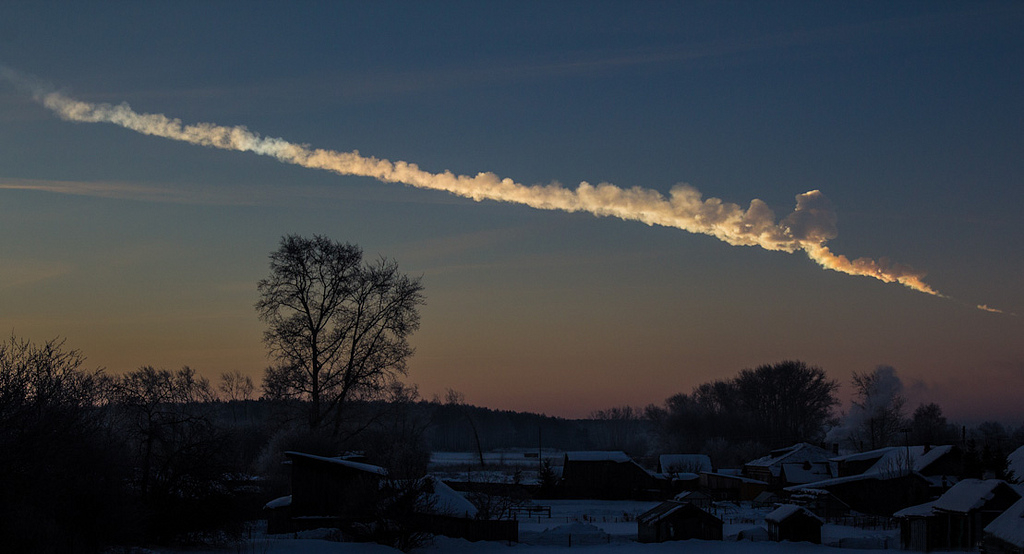
Kouřová stopa Čeljabinského meteoru

15. září 2007 dopadl chodritový meteorit poblíž vesnice Carancas v jižním Peru. Vytvořil kráter o průměru 14 metrů, hloubce 4,5 metrů a v jeho bezprostředním okolí byla spálena země. V tu chvíli projížděl asi 100 metrů daleko místní vesničan na kole, z něhož samozřejmě spadl. Neutrpěl žádná zranění a ani nedaleká budova se nezdála poškozená. Následně se zvědaví vesničané šli podívat na místo impaktu, odkud údajně vystupoval výrazný zápach. Ti pak onemocněli, trpěli bolestmi hlavy a pociťovali nevolnost. Tu způsobil arzén nebo sloučeniny síry. Arzén se vyskytuje v místní podzemní vodě, jež po dopadu začala vřít, a tím vznikl jedovatý plyn. Sirné sloučeniny jsou mimo to hojně zastoupeny přímo v meteoritu.
7. října 2008 byl sledován meteoroid o průměru 4 metry, vstupující do zemské atmosféry nad Súdánem. Jedná se o první těleso v historii, které bylo objeveno ještě ve vesmíru; následně byl určen čas a místo dopadu. Meteoroid skutečně dopadl v určené oblasti Núbijské pouště, kde se našly stovky jeho kusů.
15. února 2013 v 9.13 hod. místního času vstoupil do atmosféry nad sibiřským městem Čeljabinsk v rychlosti 59 000 km/h meteoroid, jenž při rozpadu explodoval ve výšce 30 km silou 400–500 kilotun TNT (30× víc než hirošimská atomová bomba). Bolid, viditelný dokonce ze vzdálenosti 100 km, ozářil celou oblast v okolí města, což bylo zachyceno na nemalý počet videokamer místních obyvatel. O několik okamžiků později dorazila tlaková vlna způsobená výbuchem povrchu a zranila 1500 lidí. Škody na přibližně 3000 budovách (především rozbitá okna) byly odhadovány na 750 milionů korun. Jednalo se o největší událost od exploze Tunguského meteoru v roce 1908.
Po pěti letech, 1. ledna 2014 astronomové opět detekovali asteroid na kolizním kurzu se Zemí. Tentokrát jen hodinu před dopadem. Přesné místo střetu bylo značně nejisté. Výpočty ukazovaly na oblast od Panamy po západní Afriku. Nakonec se tak událo nad Atlantským oceánem uprostřed odhadované dopadové linie.
Třetí největší těleso, jež zasáhlo Zemi po roce 1900, je Kamčatský meteor. S 10–14 metry a hmotností 1600 tun byl jen o něco menší než Čeljabinský meteoroid. V poledne 18. prosince 2018 explodoval silou 173 kilotun TNT nad východním pobřeží ruského poloostrova ve výšce 26 km. Ačkoliv statistiky hovoří, že ke střetu těles této velikosti se Zemí dochází jen jednou za několik desetiletí, Kamčatský meteor dělí od toho Čeljabinského necelých šest let.

### Předpovídání
Během pozdního 20. století na současného 21. století, začali vědci intenzivně hledat blízkozemní planetky, jež by mohly představovat hrozbu pro naši planetu, a začali se snažit předpovědět čas a místo dopadu, pokud by planetka byla detekována. NASA s pomocí automatizovaného systému Sentry nepřetržitě snímá katalog všech dosud známých planetek a snaží se na základě přesného určení drah zjistit případnou budoucí srážku se Zemí. V současné době není známo žádné těleso na kolizním kurzu. Nejvíce se tomu blíží 2010 RF12 o průměru sedm metrů, který s 5% pravděpodobností v září 2095 dopadne na Zem.
Dosud byly úspěšně předpovězeny pouze čtyři dopady. Predikce je založena především na několikaleté katalogizaci asteroidů. Zpravidla se dráha nejlépe určuje u velkých těles (nad 1 km), neboť jsou dobře viditelná z velké vzdálenosti. Je jich známo již 95 %, takže lze zjišťovat jejich oběžné dráhy v čase, a tudíž předpovídat možný střet dlouho předtím než se tak stane. Menší objekty jsou oproti tomu příliš slabě viditelné a jejich detekce podstatně obtížnější. Výjimku tvoří ty, které se zrovna nacházely v bezprostřední blízkosti Země. Hlavní nástroje, s nimiž se při objevování pracuje, jsou širokoplošné pozemské dalekohledy, například sestava dvou dalekohledů ATLAS. Nevýhoda pozemských dalekohledů je, že snímají pouze část oblohy a nemohou snímat denní oblohu.
V dubnu 2018 nadace B612 oznámila, že je „stoprocentně jisté“, že nás zasáhne zničující asteroid, avšak neví, kdy to bude. I slavný fyzik Steven Hawking považoval v jedné ze svých posledních knih kolizi s asteroidem za největší hrozbu pro lidstvo. Dle expertů Kongresu USA by NASA potřebovala nejméně pět let na přípravy mise s cílem odklonit nebezpečnou planetku.

## V kultuře

### Knihy
Jedna z prvních knih, kde se mluví o srážce s vesmírným objektem, je román Na kometě (1877) od francouzského spisovatele Julese Verna. Vypráví o dobrodružství několika národností napříč sluneční soustavou poté, co náraz komety odštípl od Země kus pevniny. Zástupce anglické literatury H. G. Wells vydal o 20 let později povídku „Hvězda“, líčící zkázu rozpoutanou bludnou hvězdou, jež pronikla do vnitřních částí sluneční soustavy. Stejné následky, tentokrát dané průletem komety, popisují v díle Luciferovo kladivo američtí spisovatelé Larry Niven a Jerry Pournelle. Pozadu nezůstal ani jeden z nejslavnějších autorů sci-fi Arthur C. Clark se svým románem Setkání s Rámou.

### Filmy a pořady
Námět hrozby zničení Země z vesmíru je velice využíván v kinematograficii, ačkoliv filmy jsou v některých případech béčkové kvality a z vědeckého pohledu dosti nereálné.
Ve filmu Armageddon (1998) podstoupí zkušení naftaři astronautický výcvik, aby se následně vydali se dvěma raketoplány vstříc asteroidu o velikosti státu Texas, který má během 18 dnů zasáhnout Zemi.
Nutno zmínit i podobný snímek Drtivý dopad ze stejného roku, avšak s tím rozdílem, že se na Zemi řítí kometa; zničit se ji vydají skuteční astronauté a film dopadne hořkosladce.